# Śródmieście (Leszno)
Śródmieście – centralna część miasta Leszna, skupiająca najważniejsze funkcje administracyjne, handlowe, usługowe i turystyczne.

## Historia
Stary Rynek w Lesznie wytyczono w 1. połowie XVI wieku, jego centralną częścią był pierwotny, późnorenesansowy ratusz wybudowany w latach 1637–1639 najprawdopodobniej wg projektu Krzysztofa Bonadury Starszego. Około 1643 na Rynku wybudowano w stylu barokowym kamienicę z podcieniami (nr 29; obecnie 4-gwiazdkowy Hotel Wieniawa), która miała zostać wyburzona w 1910 – plany władz miasta udaremnił prowincjonalny konserwator zabytków, gdyż wówczas była to ostatnia kamienica podcieniowana na leszczyńskim Rynku oraz ostatnia z murowanym podcieniem w Wielkopolsce. W 1654 ukończono budowę kalwińskiego kościoła św. Jana wg projektu Martina Woydy z Leszna (kościół dwukrotnie odbudowywano po pożarze w 1656 i 1707). Parafia ewangelicko-reformowana św. Jana posiadała unikalną bibliotekę z niedokończonymi dziełami Jana Kmosa Komeńskiego oraz bardzo rzadkimi książkami z XV i XVI wieku.
Od początku lokowania w Lesznie osiedlali się Żydzi, zajmujący parcele w obrębie ul. Narutowicza. W latach 1796–1799 wzniesiono Nową Synagogę (w miejscu Starej Synagogi z 1626) wokół której budowano niskie domy, tworząc tzw. dzielnicę żydowską (po 1945 większość zabudowań uległa zniszczeniu).

## Zabytki
Obiekty wpisane w rejestr zabytków województwa wielkopolskiego:
- Założenie urbanistyczne miasta wraz ze Starym Rynkiem i ratuszem
- Bazylika św. Mikołaja
- Kościół św. Jana z kaplicą grobową Gruszczyńskich
- Kościół Świętego Krzyża
- Nowa Synagoga
- Liczne zabytkowe kamienice w obrębie Starego Rynku i przyległych ulic

## Galeria

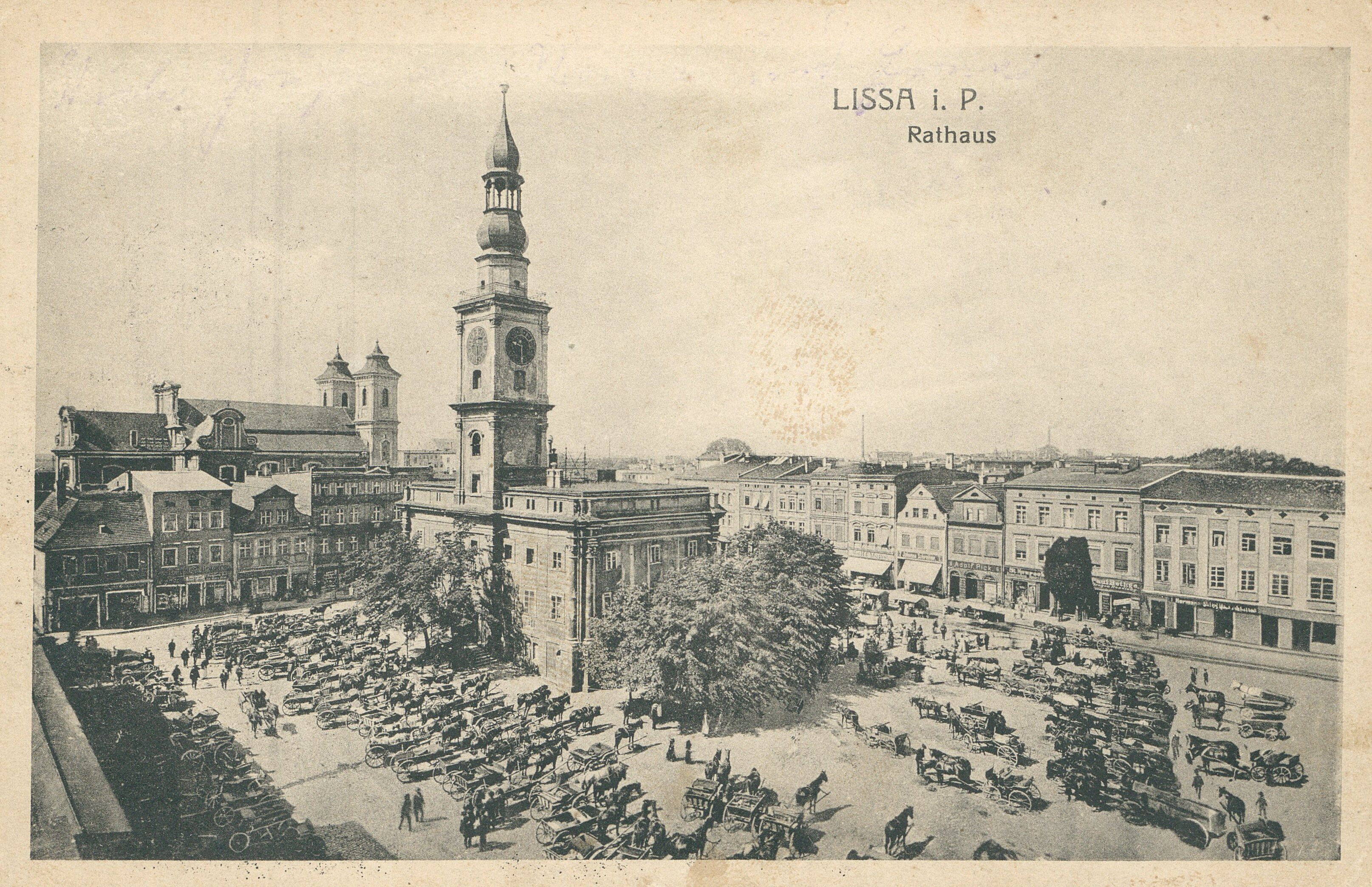
Ratusz na pocztówce przed 1917
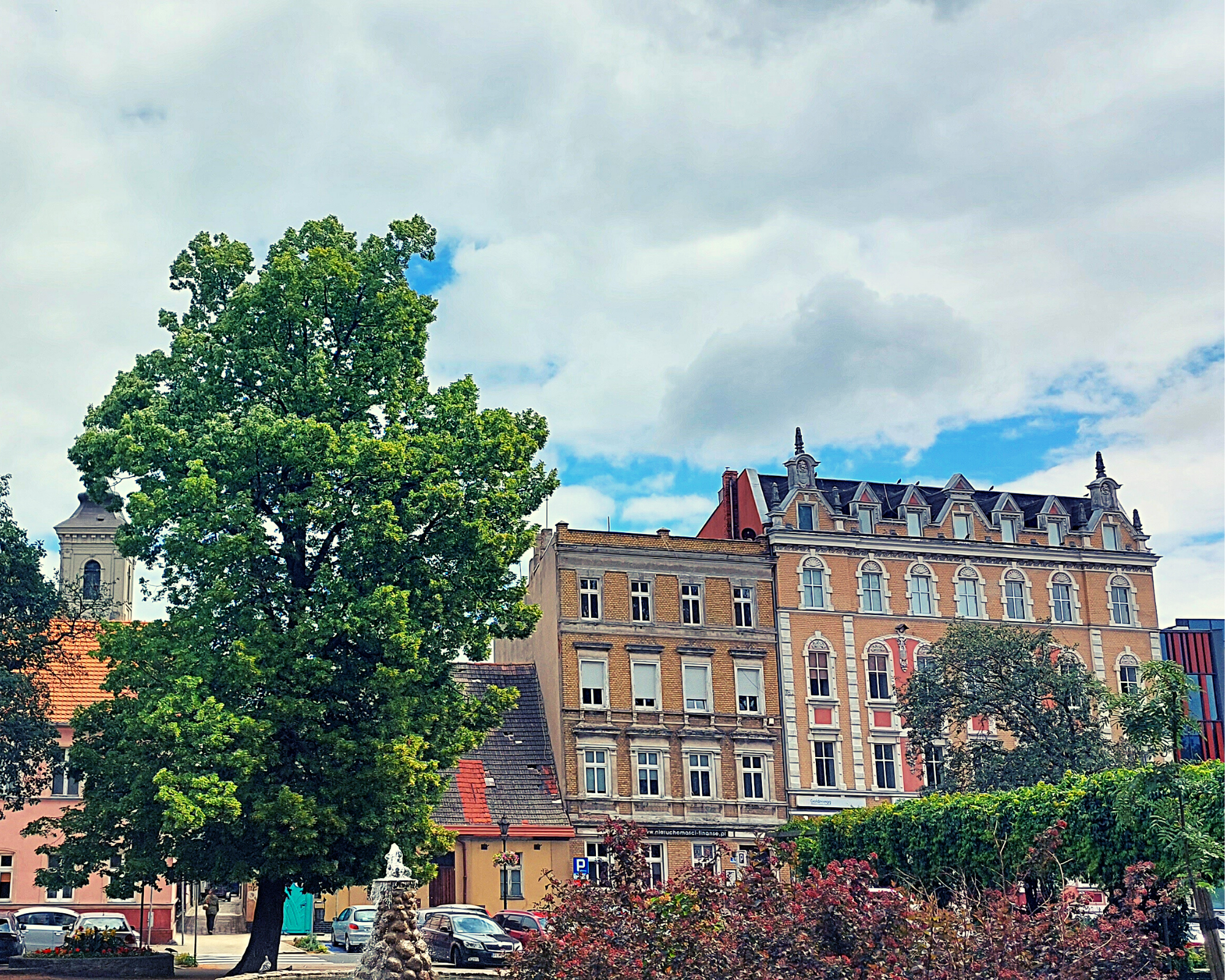
Plac Jana Metziga
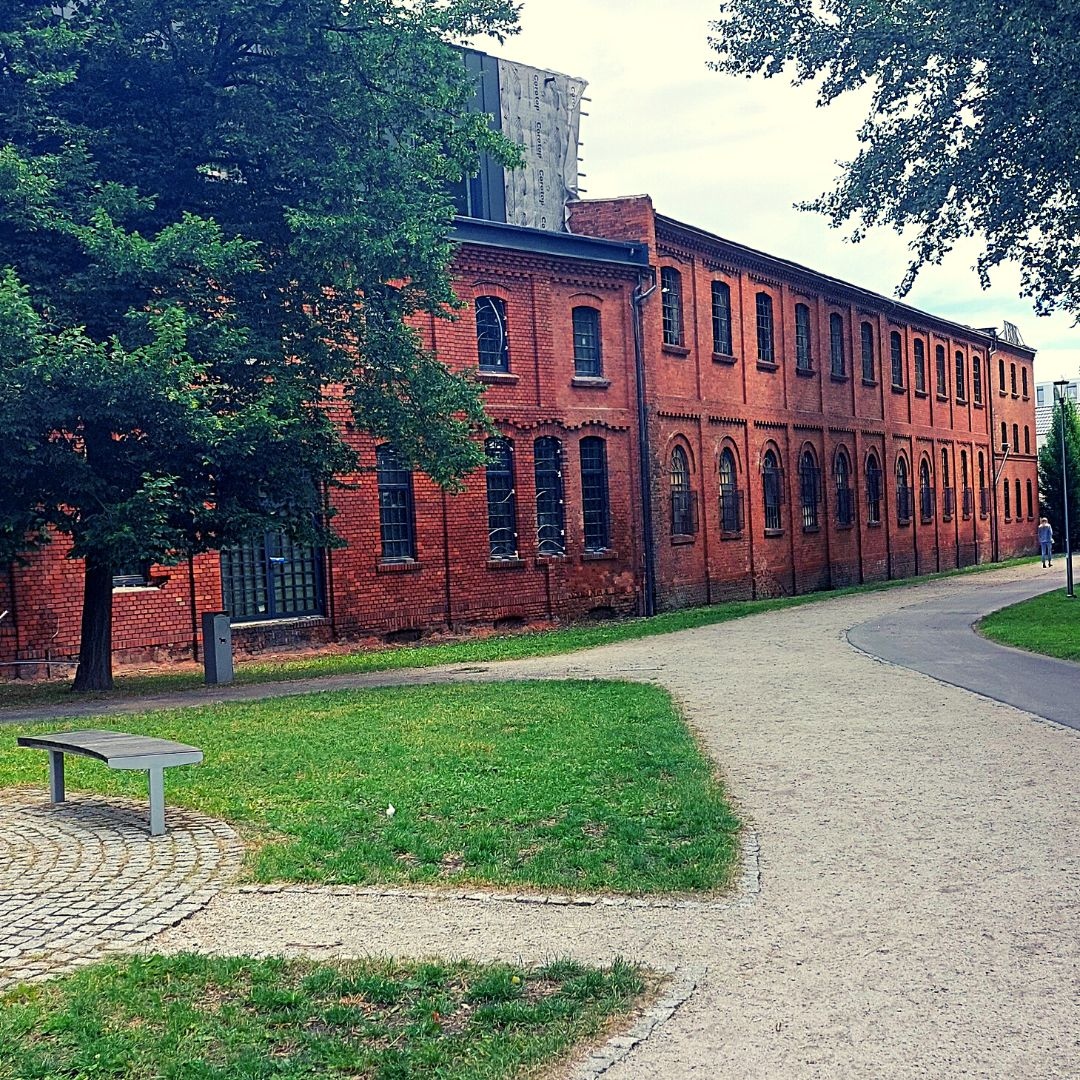
Dawna fabryka pomp Philippa Hannacha
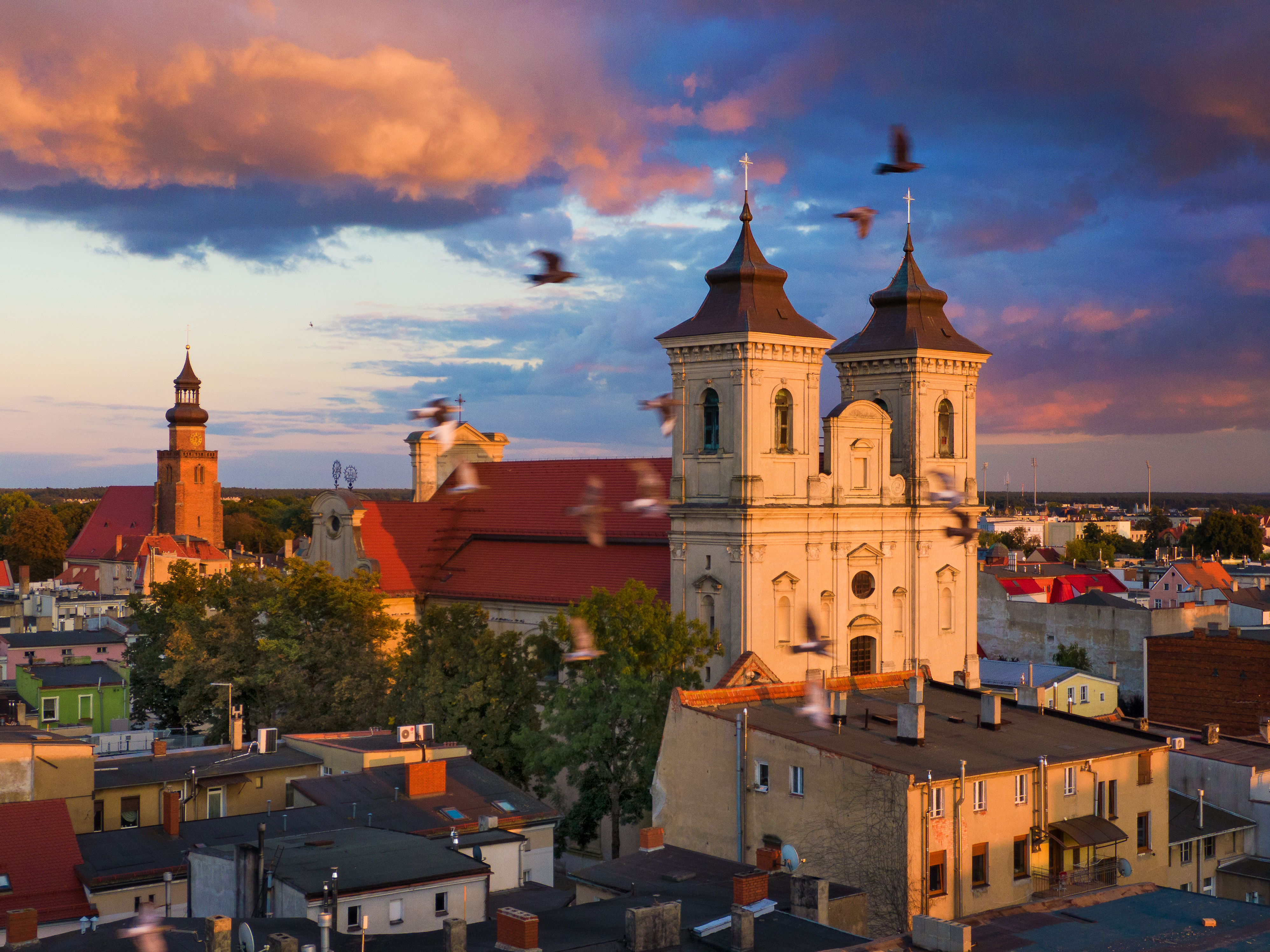
Bazylika św. Mikołaja
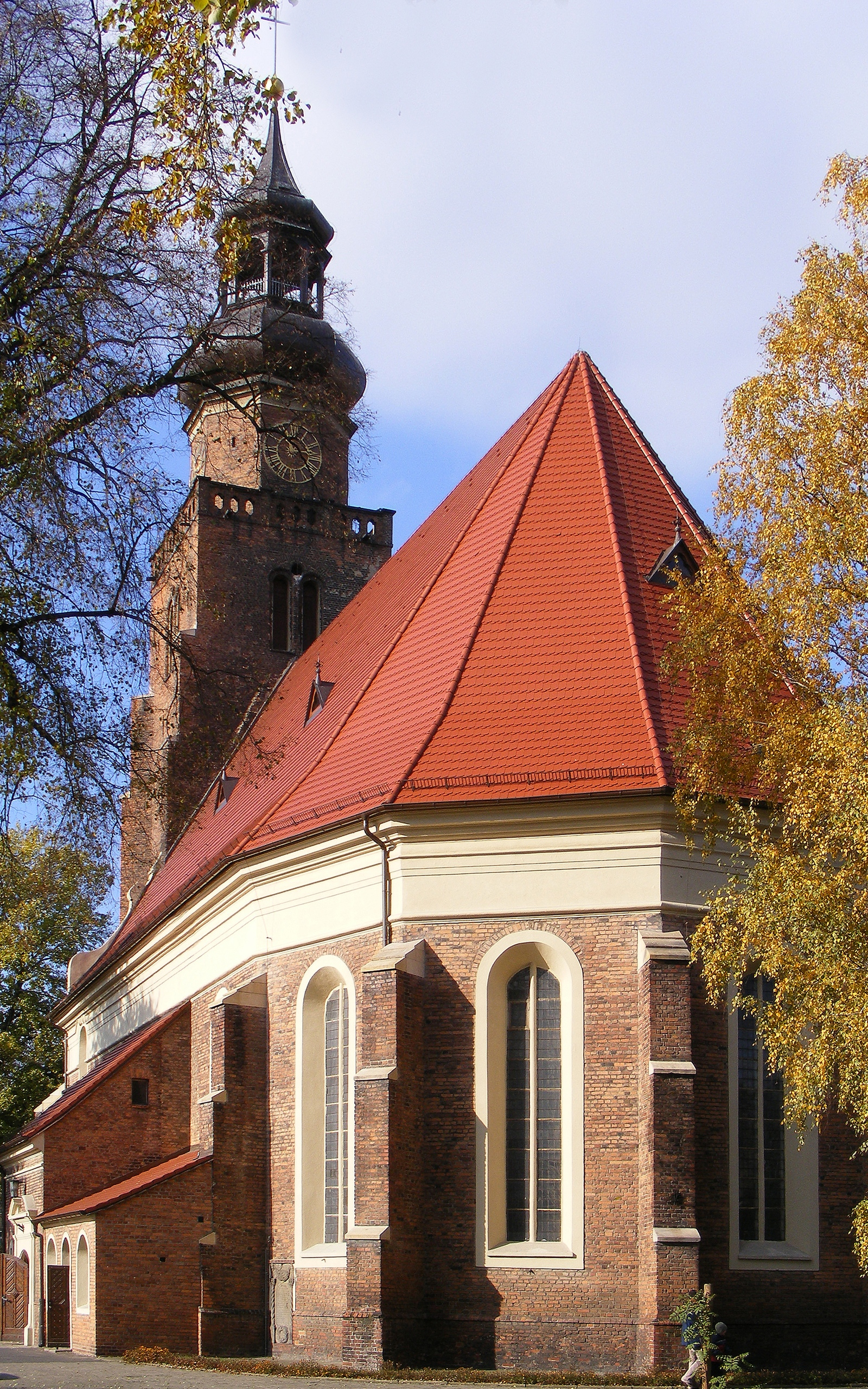
Kościół św. Jana
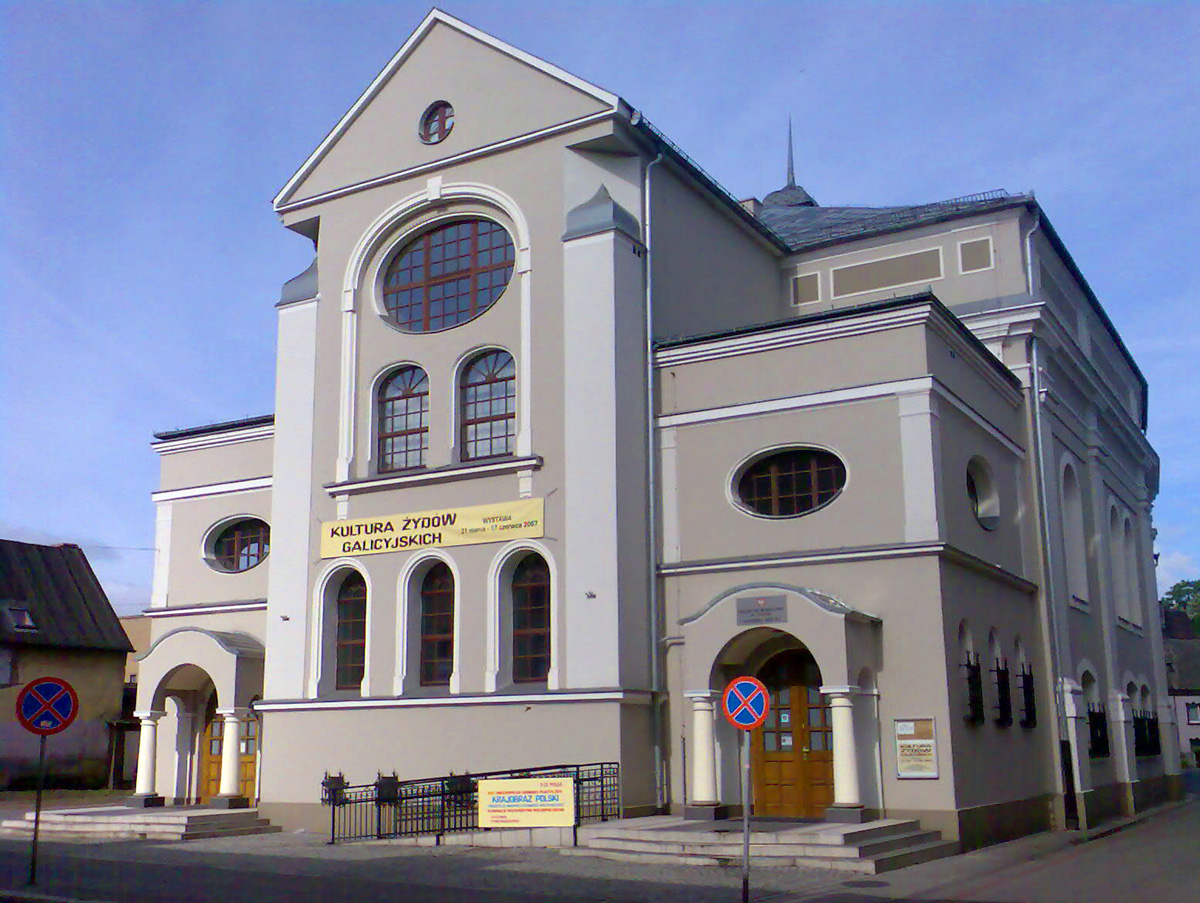
Nowa Synagoga